# Provinz Brindisi

Lage der Provinz Brindisi in der Region Apulien

Die Provinz Brindisi (italien. Provincia di Brindisi) ist eine italienische Provinz der Region Apulien. Hauptstadt ist Brindisi. Sie wurde im Jahr 1927 als Abspaltung von der alten Provinz
Terra d’Otranto gegründet, die schon seit dem Königreich Sizilien existierte.
Sie hat 377.240 Einwohner (Stand 31. Dezember 2023) in 20 Gemeinden auf einer Fläche von 1839,46 km².

## Gemeinden
(Einwohnerzahlen Stand 31. Dezember 2023)
| Gemeinde                | Einwohner |
| ----------------------- | --------- |
| Brindisi                | 82.298    |
| Fasano                  | 38.724    |
| Francavilla Fontana     | 34.759    |
| Ostuni                  | 29.942    |
| Mesagne                 | 26.077    |
| Ceglie Messapica        | 18.636    |
| San Vito dei Normanni   | 17.931    |
| Carovigno               | 16.943    |
| Oria                    | 14.455    |
| Latiano                 | 13.461    |
| San Pietro Vernotico    | 13.013    |
| Cisternino              | 11.095    |
| Torre Santa Susanna     | 10.094    |
| San Pancrazio Salentino | 9130      |
| Villa Castelli          | 8973      |
| Erchie                  | 8173      |
| San Donaci              | 6154      |
| Cellino San Marco       | 6023      |
| San Michele Salentino   | 6079      |
| Torchiarolo             | 5280      |